# Woodbury County
Woodbury County är ett administrativt område i delstaten Iowa, USA. År 2010 hade countyt 102 172 invånare. Den administrativa huvudorten (county seat) är Sioux City.

## Geografi
Enligt United States Census Bureau har countyt en total area på 2 272 km². 2 260 km² av den arean är land och 12 km² är vatten.

### Angränsande countyn
- Plymouth County - norr
- Cherokee County - nordost
- Ida County - öst
- Monona County - söder
- Thurston County, Nebraska - sydväst
- Dakota County, Nebraska - väst
- Union County, South Dakota - nordväst